# Merlín (Marvel Comics)
Merlín es el nombre de múltiples personajes de ficción que aparecen en los cómics estadounidenses publicados por Marvel Comics.

## Biografía del personaje ficticio

### Merlín de Leyenda
El primer Merlín del Universo Marvel es aparentemente la figura de la leyenda artúrica, proveniente del siglo VI d. C. Gran Bretaña. Nació en Carmarthen, Gales. Era un poderoso hechicero que actuó como maestro, consejero y defensor del Rey Arturo Pendragón de Camelot. Merlín le advirtió al Rey Arturo que su hijo, Mordred, sería responsable del final de Camelot, pero antes de que Arturo pudiera matarlo, fue rescatado y criado en el anonimato. Merlín fue el responsable de enseñar magia a Morgan le Fay, aunque ella se volvió contra él y se convirtió en uno de los mayores enemigos del Rey Arturo.
Sabiendo que Gran Bretaña necesitaría un campeón para enfrentar a Mordred y Morgan, buscó a un niño para convertirse en el primer Caballero Negro. Tenía a este chico, Percy, entrenado en todas las formas conocidas de combate, y cuando creció, sir Percy recibió la Espada Ébano.
Cuando Kang viajó a los días de Camelot, Kang derrotó y encarceló a Merlín, quien planeaba cambiar la historia. Merlín derrotó a Kang, sin embargo, con la ayuda de los viajeros del tiempo, la Antorcha Humana y la Cosa que el Vigilante había transportado en el tiempo.
Merlín lanzó un hechizo sobre el moribundo Sir Percy para que tuviera sucesores en siglos futuros.
Merlín finalmente fue puesta en animación suspendida dentro de una cueva encantada por la hechicera hada Nimue. Su espíritu continuó apareciendo en forma astral y aconsejó al Caballero Negro original, pero ya no se lo veía en su cuerpo físico.
Más tarde se representó cómo Merlín encarceló mágicamente a Morgan le Fay dentro de su castillo.
Merlín se alió con San Brendan contra el poder del Darkhold.
Más tarde se reveló más información sobre la alianza de Merlín con el Caballero Negro original y el encarcelamiento de Morgan.
También se representó cómo Merlín desterró a Tyrannus a Subterránea.

## Poderes y habilidades
Merlín tiene la habilidad de manipular las fuerzas de la magia para una variedad de efectos, incluyendo descargas de energía mística, escudos protectores de energía mística, transmutación de materia, mesmerismo, pensamiento, fundición de ilusión, proyección astral y muchos otros. A medida que Merlín envejecía, su fragilidad física limitaba su resistencia al manipular grandes cantidades de energía mágica.
Merlín tiene un genio intelecto y es ampliamente autodidacta en el saber místico.
Merlín sigue siendo uno de los hechiceros más poderosos y renombrados de todos los tiempos, después de haber enseñado a la poderosa Morgan le Fay.
Sin embargo, se demuestra que el Camelot Merlin tiene límites claros a su poder, especialmente en su vejez. Por ejemplo, el poder del Darkhold es tan vasto que tomó la fuerza y voluntad combinadas de Merlín y Brendan para contenerlo.

## Otros Merlines
Otros seres también han reclamado el nombre de Merlín, además de la leyenda Merlín de Arturo.

### Criminal Merlin
Este ser aparentemente tenía 10,000 años de edad, y aparentemente era un salvaje que llegó a poseer una porción del mismo Bloodgem que Ulysses Bloodstone poseería más tarde, lo que le dio la inmortalidad y la eterna juventud. Más tarde llegó a Gran Bretaña durante la época de Camelot, y se hizo pasar por el verdadero Merlín mientras estaba fuera. La Eterna Sersi expuso al impostor, y el verdadero Merlín lo colocó en animación suspendida.
El falso Merlín fue revivido en los tiempos modernos después de que se encontró su ataúd, atacó a Washington D. C. y luchó contra Thor. Thor lo encerró nuevamente dentro del ataúd en el que se encontró después de fingir ser un poderoso cambia formas y ordenar a Merlín que vuelva a la animación suspendida. Más tarde tomó el nombre de Brujo y luchó contra los X-Men. Más tarde luchó contra la Bestia, Hulk y Iceman bajo el nombre de Maha Yogi. Durante su encuentro con Hulk, su fragmento del Bloodgem fue destruido y rápidamente se convirtió en impotente.
Afirmó ser un mutante, más tarde retconned como haber sido alterado por extraterrestres y tenía la capacidad de controlar las mentes de los demás, crear ilusiones, proyectar tornillos de la fuerza, levitar objetos, teletransportarse a sí mismo, crear campos de fuerza y alterar su propia apariencia.

### Dire Wraith
Otro que se hacía pasar por Merlín fue enviado por Immortus para luchar contra los Vengadores. Este ser se reveló como un Espectro Temible que cambia de forma y que no tiene conexión con el verdadero Merlín.

### Merlyn
El ser Merlyn también dice ser el verdadero Merlín y parece ser una gestalt de los otros Merlins dentro del Marvel Multiverse.

### Peter Hunter
Peter Hunter, el campeón disfrazado británico conocido como Albion, un miembro de los Caballeros de Pendragon, supuestamente es la actual reencarnación de Merlín.

### Merlín de otro mundo
Merlín también apareció en el cómic de Marvel UK Doctor Who, apareciendo primero en la historia de "The Neutron Knights" y más tarde en "The Tides of Time". Este Merlín fue uno de los Altos Evolucionarios del Cosmos, un grupo que también incluye a Rassilon, el fundador de los Señores del Tiempo , que protegía la corriente temporal.
Parece que este Merlín eliminó un fragmento de la Furia que se había incrustado en Merlyn, las amalgamas físicas de todas sus contrapartes interdimensionales, mientras que al mismo tiempo sacaba consigo la locura de sus otras contrapartes. Esto permitió a Merlín tomar el control de Merlyn. Merlín, que fue encarcelado en una dimensión utilizada por el rey de las hadas del Otro Mundo, Oberón, para mantener a raya al mal, fue liberado por Pete Wisdom durante la invasión de Skrull a la Tierra. Reviendiendo mágicamente el efecto del fragmento de la Furia, Merlín lo usó para resucitar al Capitán Gran Bretaña en el Capitán Gran Bretaña y MI: 13 # 3.

## En otros medios

### Televisión
- Una versión de realidad alternativa de Merlín aparece en el episodio de Ultimate Spider-Man: Web Warriors, "El Univers-Araña, Pt. 3", expresado por Tom Kenny. Esta versión reside en una realidad medieval donde Spider-Man de ese mundo trabaja como Spyder-Knight. Después de que Spider-Man y Spyder-Knight derrotaron al Alquimista (la versión de realidad del Doctor Octopus) y su creación de Kraken, visitan a Merlín que usa su magia para permitir que Spider-Man active el residuo de la magia del Sitio Peligroso para que Spider-Man puede perseguir al Duende Verde al próximo universo.

### Videojuegos
- Merlin aparece en Lego Marvel Super Heroes 2.[16] En una misión de bonificación narrada por Gwenpool, Merlín acompaña al Rey Arturo al sótano del Castillo Garret solo para que luchen contra Morgan le Fay y Kree Sentry-459. Merlin se puede desbloquear completando la misión secundaria "La Piedra del hechicero" buscando en Chronopolis sus 10 piedras faltantes.